# Аґота
Аґота (груз. აგოთა) — село в Грузії.
За даними перепису населення 2014 року в селі проживає 122 особи.